# Chödrag Yeshe
| Tibetische Bezeichnung                    |
| ----------------------------------------- |
| Wylie-Transliteration: chos grags ye shes |
| Chinesische Bezeichnung                   |
| Vereinfacht: 却扎益西                     |
| Pinyin:Quezha Yixi                        |

Chödrag Yeshe (tib. chos grags ye shes; geb. 1453; gest. 1524 oder 1526) war der 4. Sharmapa (zhwa dmar pa) der Karma-Kagyü-Schule (Rotmützen).
Er gründete im späteren 15. Jahrhundert mit Hilfe von Rinpungpa Dönyö Dorje (rin spungs pa don yod rdo rje) im Norden von Lhasa das Yangpachen-Kloster (yangs pa can). Shalu Chökyong Sangpo (zha lu chos skyong bzang po) war einer seiner Hauptschüler.